# Maransis zambesicus
Maransis zambesicus är en insektsart som först beskrevs av Brunner von Wattenwyl 1907.  Maransis zambesicus ingår i släktet Maransis och familjen Diapheromeridae. Inga underarter finns listade i Catalogue of Life.